# Чепошское сельское поселение
Чепошское сельское поселение — муниципальное образование в Чемальском районе Республики Алтай Российской Федерации. Административный центр — село Чепош.

## История
Было образовано в ходе муниципальной реформы в 2006 году.

## Население
| 2010  | 2011  | 2012  | 2013  | 2014  | 2015  | 2016  |
| ----- | ----- | ----- | ----- | ----- | ----- | ----- |
| 1106  | ↗1108 | ↗1117 | ↗1128 | ↗1142 | ↗1147 | ↘1141 |
| 2017  | 2018  | 2019  | 2020  | 2021  |       |       |
| ↘1122 | ↗1146 | ↗1170 | ↗1231 | ↘1206 |       |       |

## Состав
| № | Населённый пункт | Тип населённого пункта       | Население |
| - | ---------------- | ---------------------------- | --------- |
| 1 | Чепош            | село, административный центр | ↘739      |
| 2 | Усть-Сема        | посёлок                      | ↘402      |